# Vía Catalana hacia la Independencia
La Vía Catalana hacia la Independencia, también conocida como Vía Catalana, fue una cadena humana de unos 400 km en Cataluña promovida por la asociación independentista Asamblea Nacional Catalana para el 11 de septiembre de 2013 con el objetivo de reivindicar la independencia de Cataluña. Siguió el trazado de la antigua Vía Augusta, desde la localidad francesa de Le Perthus hasta la localidad castellonense de Vinaroz (ambas incluidas), atravesando Cataluña de norte a sur. Los organizadores consideraron que dicho trazado constituye la «columna vertebral» de los Países Catalanes y que posibilitaba la participación de los habitantes tanto de la Comunidad Valenciana como del territorio francés que denominan «Cataluña Norte». También animaron expresamente a los habitantes de las Islas Baleares a participar con actos simultáneos. Según Carme Forcadell, presidenta de la ANC, debe ser "un símbolo, el símbolo de la unidad del pueblo catalán para alcanzar la soberanía nacional". En total, la organización movilizó unos 1.500 autobuses (principalmente desde Lérida, única capital de provincia catalana por donde no pasaba la vía) y casi 30.000 voluntarios. Se contrataron más de 20 medios aéreos para documentar el acto y más de 800 fotógrafos para fotografiar el acontecimiento.
La manifestación contó con el apoyo expreso de Convergència Democràtica de Catalunya (CDC) y Esquerra Republicana de Catalunya (ERC), y con la crítica explícita del Partido Popular de Cataluña (PPC) y de Ciudadanos-Partido de la Ciudadanía.

## Precedentes históricos

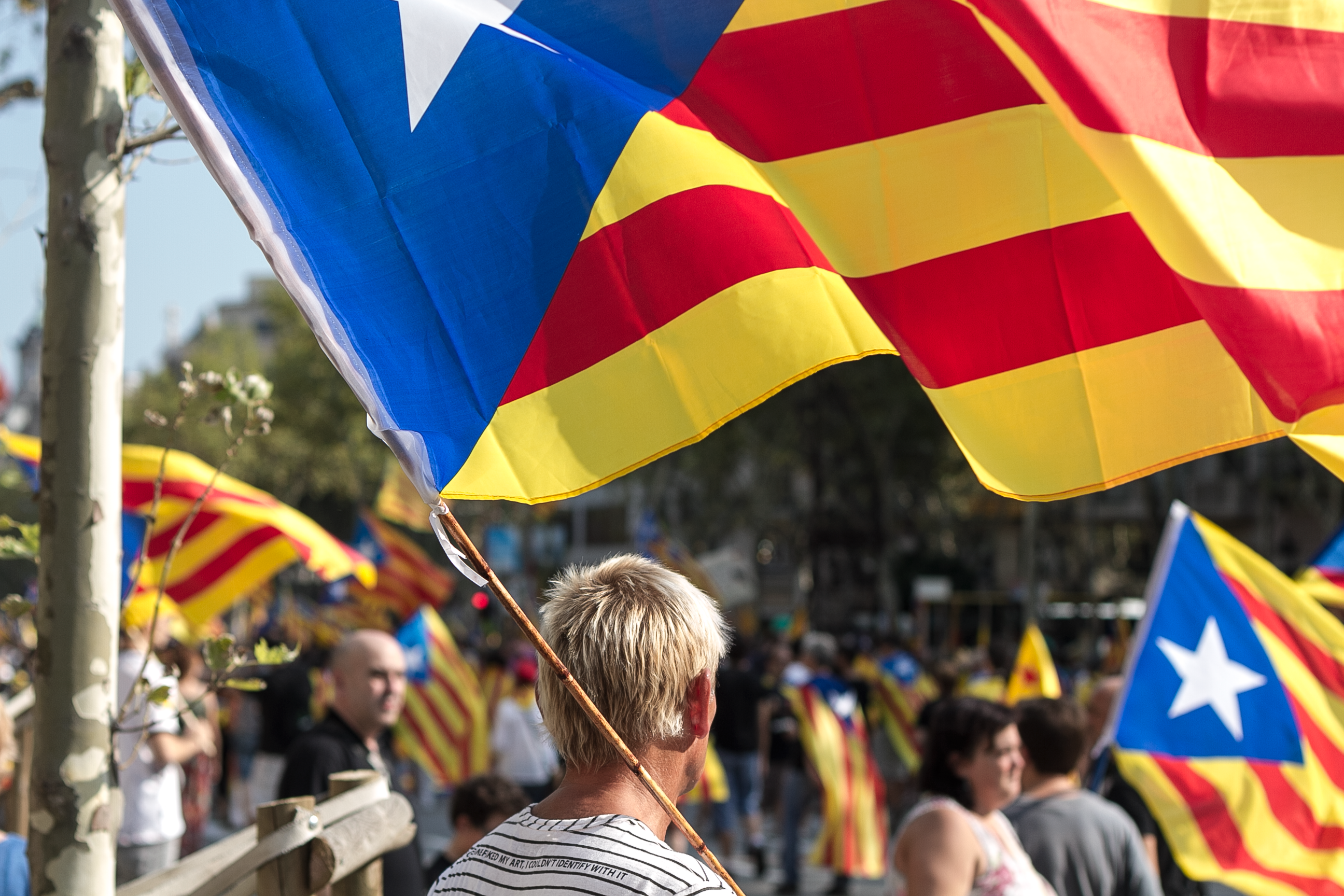
Protesta por la independencia catalana de 2012.

El 23 de agosto de 1989, los ciudadanos de las repúblicas socialistas soviéticas de Estonia, Letonia y Lituania hicieron la denominada como «Cadena Báltica», enlazando con una cadena humana sus tres capitales para reivindicar la independencia de los Países Bálticos respecto a la Unión de Repúblicas Socialistas Soviéticas (URSS). Alcanzaron su independencia en septiembre de 1991, aprovechando una intentona golpista frustrada contra el gobierno nacional de la URSS el 21 de agosto de 1991, al igual que las restantes repúblicas soviéticas.

## Organización y preparativos
La Vía Catalana se presentó en el Museo de Historia de Cataluña el 19 de junio de 2013, en un acto donde también participaron Henn Karits y Ülo Laanoja, miembros de la organización de la Vía Báltica de 1989.

### Periodo de inscripción
El 4 de julio de 2013 la Asamblea Nacional Catalana abrió el periodo de inscripciones a través de su web, donde se inscribieron 22.000 personas durante las primeras 24 horas y más de 78.000 la primera semana.
El 12 de julio, 9 días después del inicio de las inscripciones, ya se habían superado los 100.000 inscritos. Se llegó a las 250.000 inscripciones el 30 de julio, día en que los promotores presentaron el cartel y el vídeo promocional del evento. Tres semanas antes del evento, más de 350.000 personas ya se habían inscrito en el sitio web oficial para distribuirse a lo largo de la cadena de 400 km. Sin embargo, los organizadores admitieron tener problemas para cubrir los espacios del sur de la cadena humana, según ellos, dada la baja densidad de población de esa zona del territorio. El 2 de septiembre ya no quedaba ningún tramo de la Vía Catalana con baja ocupación
Durante el verano se hicieron ensayos de cadenas en todo el territorio como en Roquetas, San Cugat del Vallés, Navás, Montblanch y La Garriga.
Los manifestantes de la Vía Catalana se tuvieron que inscribir en una web para organizarse a lo largo del recorrido y evitar tramos sin participantes, aunque una vez cubierto todo el trazado cuatro días antes, la Asamblea Nacional Catalana hizo un llamamiento a participar en cualquier tramo de la cadena humana aunque no se estuviera inscrito. La organización cree que, sobre todo en los tramos urbanos, se superará con creces el mínimo imprescindible y que quizás improvisa otras cadenas.

### Organización
La cadena humana de 400 kilómetros se organizó en segmentos, a saber 778 tramos de unos 500 metros de media, donde al menos se ubicó un responsable de tramo y dos voluntarios encargados de reunir y alinear los manifestantes, que además recibían noticias en directo a través de la radio y una aplicación móvil. Las operadoras de servicios de telecomunicaciones se comprometieron a aumentar la señal de 3G, previendo aglomeraciones.
Los organizadores establecieron que todos los participantes tenían que estar en su tramo a las 16h de la tarde para evitar problemas de tráfico y comenzar a preparar la cadena, que dio inicio oficialmente a las 17:14 h con un repicar de campanas en la Seu Vella de Lérida y algunos campanarios de toda la comunidad. Durante la cadena, se realizó una «gigafoto», se grabaron imágenes aéreas del evento y de actos simultáneos en toda la comunidad, hasta las 18h. A las 17:15 h se interpretó en la Plaza de Cataluña (Barcelona) Cant dels ocells, la Sinfonía n.º 9, de Ludwig van Beethoven, y el Cant de la Senyera por parte del Coro Joven del Orfeón Catalán, junto con el Coro y la Orquesta de Jóvenes Intérpretes de Cataluña, bajo la dirección de Esteve Nabona. A las 17:30 h se leyó un discurso en Amposta ya las 17:35 h, Le Perthus. A las 17:45 h Carme Forcadell, presidenta de la Asamblea Nacional Catalana, dio su discurso en la plaza de Cataluña, de Barcelona. Finalmente, los manifestantes entonaron el himno catalán Els Segadors a las 17:55h.

## Recorrido

Recorrido de la Vía Catalana

### En Cataluña
La cadena humana, siguiendo la Vía Augusta, cruzó los siguientes 86 municipios (por orden de norte a sur): Le Perthus (Francia), La Junquera, Pont de Molins, Figueras, Santa Leocadia de Algama, Báscara, Orriols, Sarriá de Ter, San Julián de Ramis, Gerona, Fornells de la Selva, Riudellots de la Selva, Tordera, Pineda de Mar, Calella, San Pol de Mar, Canet de Mar, Arenys de Mar, Caldetas, San Andrés de Llavaneras, Mataró, Vilasar de Mar, Premiá de Mar, El Masnou, Montgat, Badalona, San Adrián de Besós, Barcelona, Hospitalet de Llobregat, Esplugas de Llobregat, San Justo Desvern, Sant Feliu de Llobregat, Molins de Rey, San Vicente dels Horts, Cervelló, Vallirana, Ordal, Cantallops, Sant Cugat Sesgarrigues, Olèrdola, Villafranca del Panadés, Santa Margarita y Monjós, la Rápita, Castellet y Gornal, Bellvey, Arbós, Comarruga, Creixell, Torredembarra, Altafulla, Tarragona, Reus, Riudoms, Montbrió de Tarragona, Montroig, Hospitalet del Infante, La Ametlla de Mar, Perelló, La Ampolla, Camarles, La Aldea, Amposta, San Carlos de la Rápita y Alcanar. Dentro de Barcelona recorrió varias calles principales, como la Avenida Diagonal, la Plaza de San Jaime y el Ensanche, entre otros.
Se utilizaron infraestructuras como la N-340, la N-II o el corredor mediterráneo ferroviario. Se previó la contratación más de veinte medios aéreos para documentar el acto.

### Ramales
También estaba prevista la extensión de este recorrido hasta Le Boulou y también a partir de Vinaroz. En este sentido, la asamblea territorial de la ANC en la Rosellón se movilizó para alargar la Vía Catalana desde el Pertús hasta Le Boulou. La sección norte-catalana de la ANC dijo: «Conscientes de la dificultad debida a que el 11 de septiembre será día laborable en la Rosellón, conscientes de que será un día histórico y conscientes de que muchos catalanes queremos escribir la historia y poder decir un día "Jo també hi era", tenderemos la Vía Catalana cuanto más al norte mejor, para evidenciar la solidaridad y la unidad del pueblo catalán». Varias organizaciones cívicas y políticas valencianas, coordinadas por la asociación pancatalanista Acción Cultural del País Valenciano se organizaron para continuar a partir de Vinaroz. Este ramal recibió inicialmente la prohibición de la subdelegación del gobierno español en Castellón, alegando razones de seguridad aunque finalmente el mismo día 11 por la mañana, el Tribunal Superior de Justicia Valenciano dio la razón a Acción Cultural y permitió alargar la cadena adentrándose cerca del término de Vinaroz condenando al gobierno a pagar las costas del procedimiento. El día 11, la organización se limitó a extender la cadena hasta el término municipal de Vinaroz atravesando el puente sobre el río Cenia, que marca el límite entre Cataluña y la Comunidad Valenciana.
En Barcelona, con el objetivo de dar visibilidad a la relación entre los derechos sociales y los derechos nacionales, el Proceso Constituyente organizó una cadena humana para rodear la sede de La Caixa, a cuya entidad señalaban como una de las responsables de la crisis. Esta cadena debía conectar con la organizada por el ANC en dos puntos: por la Diagonal hasta la plaza Francesc Macià y por la Gran Vía Carlos III hasta Travessera de las Cortes. La cadena debía ir precedida de un acto político en el que intervendrían miembros de las asambleas de sanidad, justicia y educación así como de promotores de iniciativas como la auditoría de la deuda o la renta mínima.

### Tramo internacional
Los catalanes en el exterior también organizaron más de un centenar de cadenas humanas en los cinco continentes que se llevaron a cabo principalmente entre el 24 de agosto y el 11 de septiembre de 2013 «para apoyar el proceso democrático de independencia de Cataluña».
- América: Toronto, Vancouver y Montreal (Canadá), Atlanta, Boston, Boulder, Chicago, Cincinnati, Houston, Independence, Los Ángeles, Miami, Minneapolis, Nueva York, Raleigh, San Francisco, Seattle y Washington (Estados Unidos), Guadalajara, Ciudad de México, Puebla y Tulum (México), Managua (Nicaragua), Panamá (Panamá), San José (Costa Rica), Asunción (Paraguay), Bogotá y Medellín (Colombia), Buenos Aires, Castelar, Córdoba, Paraná y Rosario (Argentina), Curitiba, Río de Janeiro y Sao Paulo (Brasil), Lima (Perú), Montevideo (Uruguay), Quito (Ecuador) y Santiago de Chile (Chile).

- Europa: Andorra la Vieja (Andorra), Atenas (Grecia), Bergen, Oslo y Trondheim (Noruega), Berlín, Fráncfort del Meno, Hamburgo, Colonia, Mannheim y Múnich (Alemania), Bruselas (Bélgica), Budapest (Hungría), Copenhague (Dinamarca), Cork y Dublín (Irlanda), La Haya (Países Bajos), Dubrovnik y Zadar (Croacia), Ginebra, Lausana y Zúrich (Suiza), Gotemburgo y Estocolmo (Suecia), Helsinki (Finlandia), Lisboa (Portugal), Liubliana (Eslovenia), Edimburgo, Londres y Mánchester (Reino Unido), Luxemburgo (Luxemburgo), París y Toulouse (Francia), Praga (República Checa), Reikiavik (Islandia), Alguer, Roma y Venecia (Italia), Sarajevo (Bosnia y Herzegovina), Szczecin (Polonia) y Viena (Austria).

- África: Johannesburgo (Sudáfrica), M'Bour (Senegal) y Serekunda (Gambia).

- Asia: Doha (Catar), Dubái (Emiratos Árabes Unidos), Jerusalén (Israel), Bangkok (Tailandia), Hong Kong, Pekín, Guangzhou, Shanghái y Shenyang (China), Everest y Pokhara (Nepal), Seúl (Corea) y Tokio (Japón).

- Oceanía: Auckland y Wellington (Nueva Zelanda), Brisbane, Melbourne, Perth y Sídney (Australia).

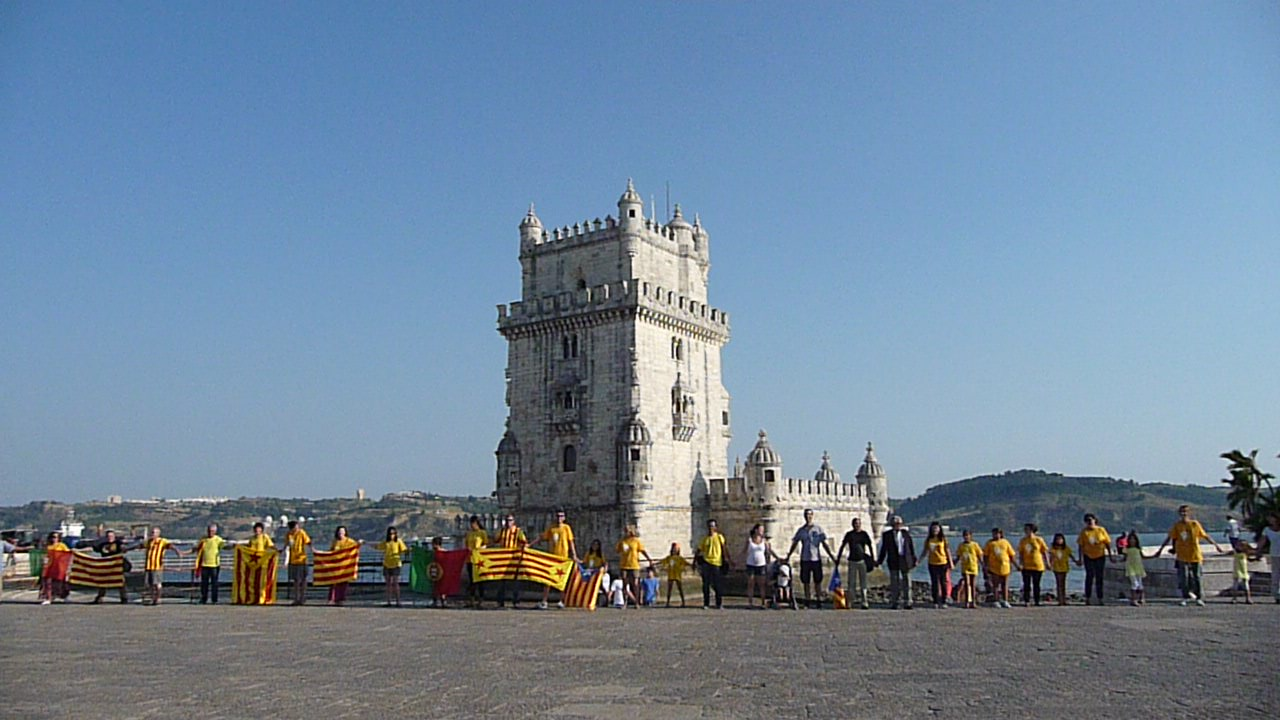
Vía Catalana en Lisboa, el día 30 de agosto de 2013
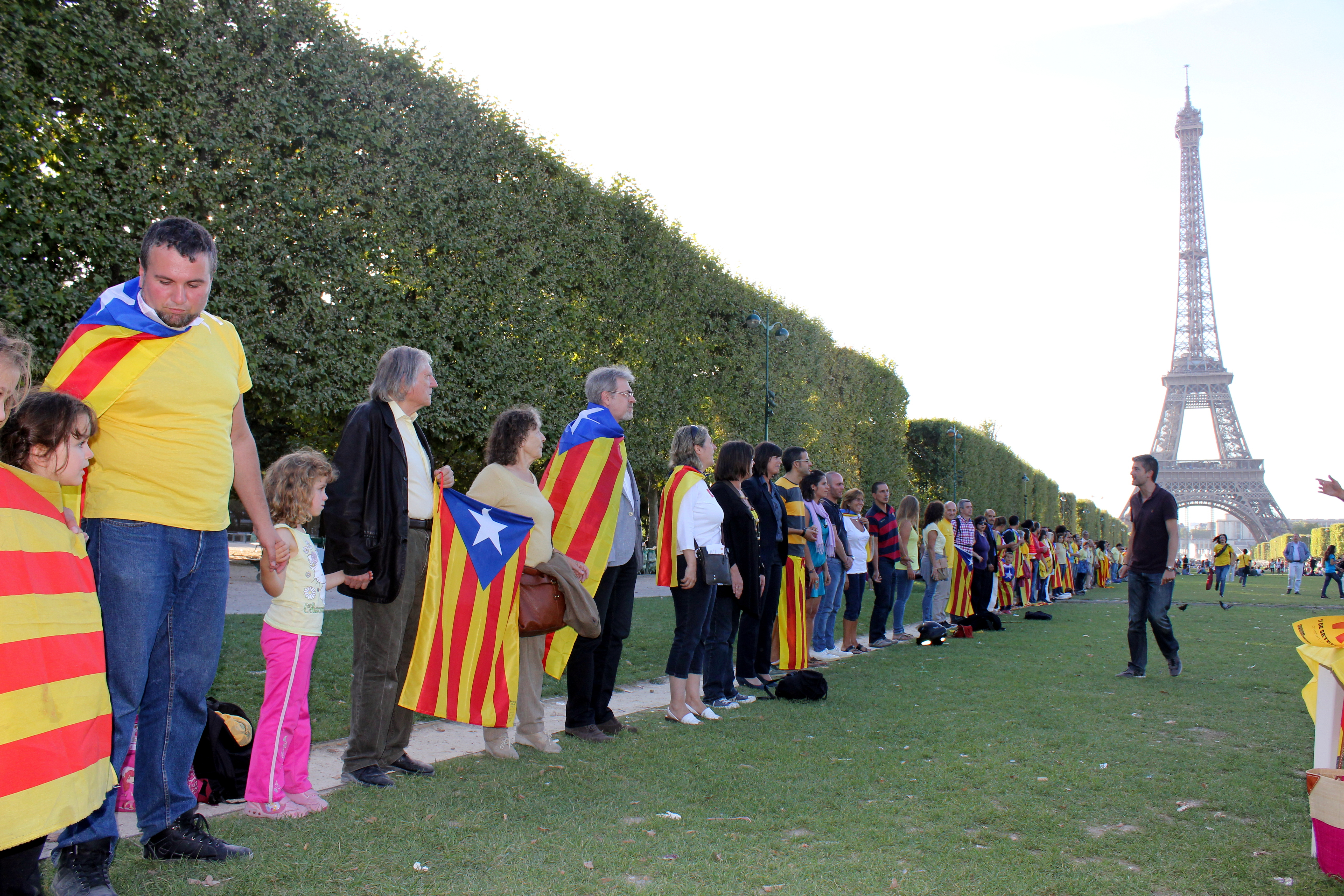
Vía Catalana en París, el 2 de septiembre de 2013
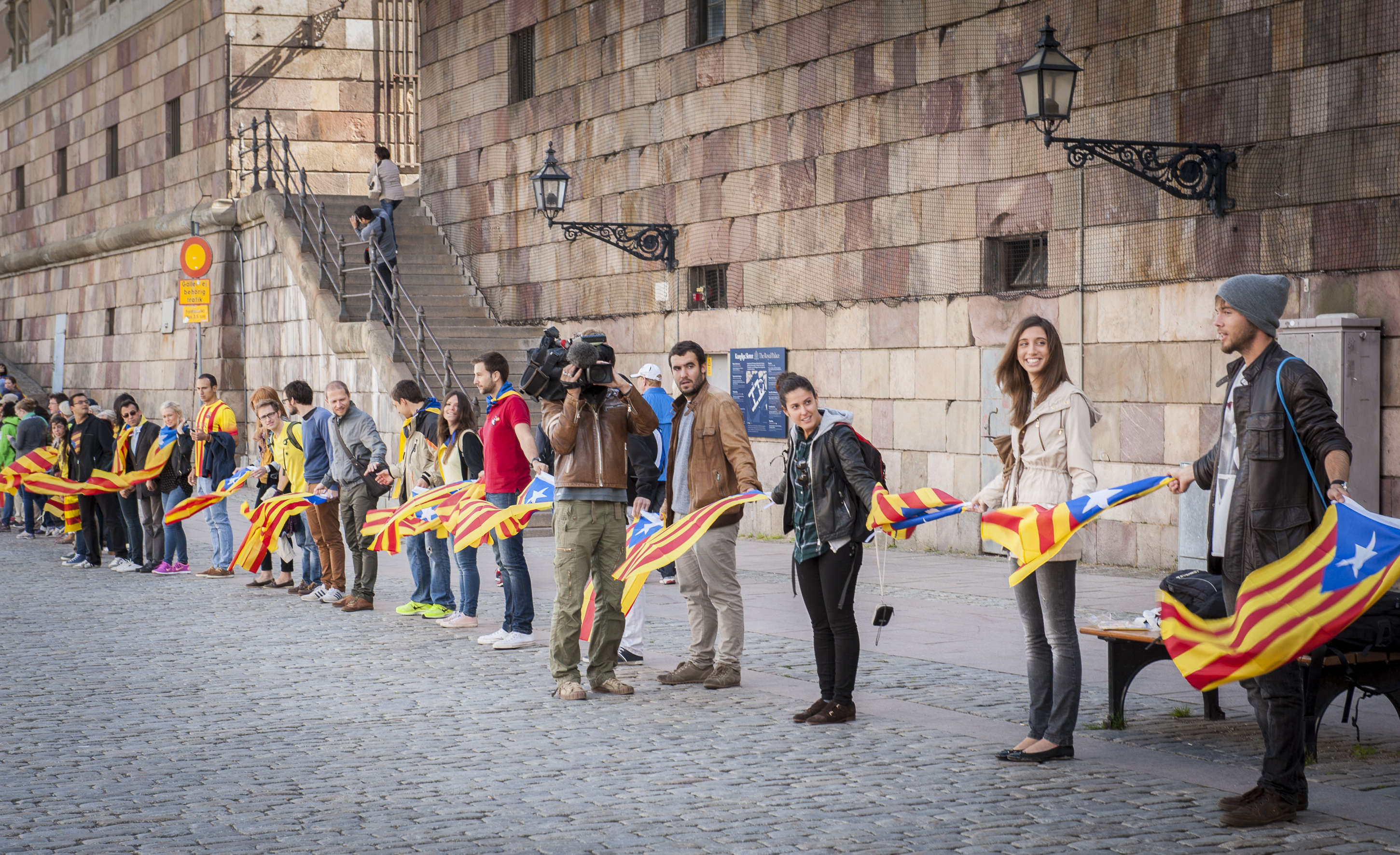
Vía Catalana en Estocolmo, el 31 de agosto de 2013
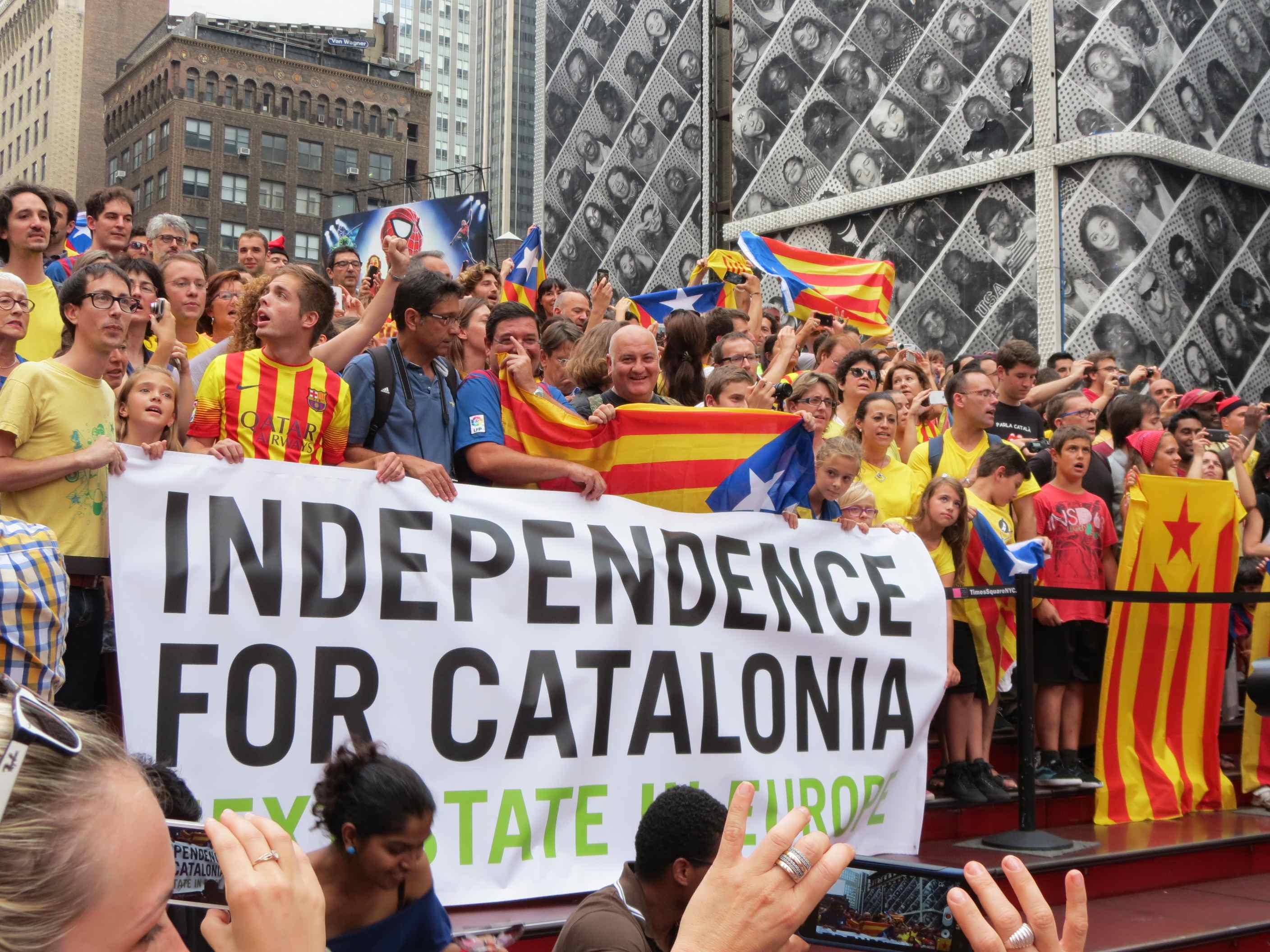
Protesta independentista en Times Square (Nueva York), el 31 de agosto de 2013

## Participación
El Departamento de Interior de la Generalidad de Cataluña cifró la participaron en 1,6 millones de personas y el ministerio del Interior de España en 400.000. The Washington Post y Los Angeles Times publicaron la cifra basada en los roganizadores de un millón de personas. El diario ABC, sin aportar las fuentes de la noticia, cifró la asistencia en 350.000 personas sin embargo en la propia web de los organizadores cifran a más del 20% de la población catalana, similar a los datos del Departamento de Interior de Cataluña. Un estudio, en el que participaron académicos y especialistas en estadística, analizó durante tres meses las algo más de 107 mil imágenes de la vía catalana, dicho informe estimó el número de participantes en 793.683 personas (con un margen de error inferior a 16 mil personas).

## Medios de comunicación
Varios canales catalanes de televisión y emisoras de radio, como TV3, 3/24, TV3CAT, 8tv, BTV, Cataluña Radio, Cataluña Información y RAC 1, cubrieron en directo la Diada Nacional de Cataluña, por la mañana, y la Vía Catalana, por la tarde, para que los asistentes pudieran seguir el desarrollo de la jornada. Una aplicación móvil ofreció a los manifestantes información práctica sobre su tramo de la cadena.
En cuanto a los medios internacionales, The Wall Street Journal, Agence France-Presse, Reuters y varias publicaciones de diferentes países europeos se hicieron eco de la Vía Catalana antes de que se produjera. «Los independentistas catalanes quieren revitalizar el movimiento con una protesta mucho más llamativa que la manifestación masiva de hace un año», afirmaba el rotativo estadounidense, mientras que Reuters destacaba que «marcará» la Diada con "llamadas renovadas a la rotura con España» aunque «los líderes de los dos bandos están indicando que preferían la negociación a la confrontación». El diario británico The Guardian, se hizo eco de la noticia el mismo día, e invitó a los lectores a compartir sus fotografías a través de GuardianWitness.
La cadena TV3 enseñó en el informativo infantil Info K la cara de varios niños que defendían la independencia de Cataluña, lo que provocó críticas de "manipulación infantil". El consejo audiovisual catalán dictaminó que no constató vulneración de la normativa sobre protección de menores.